# 佛朗哥·贝尔托利
佛朗哥·贝尔托利（義大利語：Franco Bertoli，1959年4月29日—），意大利前男子排球运动员。他曾代表意大利参加1980年和1984年夏季奥林匹克运动会排球比赛，其中1984年奥运会收获一枚铜牌。